# Thomas James Schiller
Thomas James Schiller, född 17 oktober 1986, är en skidåkare från British Columbia, Kanada.

## Karriär
En tävling han har vunnit är US Open, som han vann både 2005 och 2006. En annan tävling han medverkat i är Jon Olsson Invitational som är sponsrad av den svenska skidåkaren Jon Olsson. Tävlingen äger rum i Åre i april och lockar ofta många åskådare. Han har även varit i Stockholm på King of Style och kom 2007 tvåa.
Han var en av de första i världen att sätta switch 1440 mute (fyra varvs helikoptersnurr med korsade skidor och hand påläggning på skidans främre del). Det är tävlingsformen Big Air som han har vunnit mest.

## Resultat
TJ Jorlen: Resultat 2006-2007

### 2006
- 6:a US Open, Vail, Slopestyle
- 1:a US Open, Vail, Big Air
- 5:a Paul Mitchell AFT, Breckenridge, Slopestyle
- 2:a Paul Mitchell AFT, Big Bear, Slopestyle
- 2:a Orage European Freeskiing Open, Laax, Slopestyle
- 2:a World Skiing Invitational, Whistler, Big Air
- 9:a World Skiing Invitational, Whistler, Superpipe
- 3:a Total Fight Masters of Freestyle, Andorra, Slopestyle
- 5:a Freestyle.CH, Zurich, Big Air
- 1:A Icer Air, San Francisco, Big Air

### 2007
- 3:a Jon Olsson Invitational, Åre, Big Air
- 1:a Freestyle.ch, Zurich, Big Air
- 3:a King of Style, Stockholm, Big Air